# Komtoèga
Komtoèga ist sowohl eine Gemeinde (französisch commune rurale) als auch ein dasselbe Gebiet umfassendes Departement im westafrikanischen Staat Burkina Faso in der Region Centre-Est und der Provinz Boulgou.
Die Gemeinde hat in 13 Dörfern 20.126 Einwohner, in der Mehrzahl Bissa.
Komtoèga ist Geburtsort des Gesundheitsministers Alain Yoda.